# Ercsi
Ercsi is een plaats (város) en gemeente in het Hongaarse comitaat Fejér. Ercsi telt 8406 inwoners (2001).